# خورخي كوستا
خورخي باولو كوستا ألميدا (بالبرتغالية: Jorge Costa)؛ (مواليد 14 أكتوبر 1971 – 5 أغسطس 2025) يعرف باسم خورخي كوستا، هو لاعب كرة قدم برتغالي سابق كان يجيد اللعب كقلب دفاع. سبق له أن لعب في بطولة أمم أوروبا لكرة القدم 2000 وكأس العالم لكرة القدم 2002، كما سبق له الفوز بكأس القارات وبدوري أبطال أوروبا سنة 2004 وبلقب الدوري الأوروبي سنة 2003 مع نادي بورتو.

## مسيرته الكروية
لعب خورخي كوستا خلال مسيرته الاحترافية مع 5 أندية في سبعة عشر موسمًا وسجل خلالها 20 هدف ضمن 342 مباراة. حيث فاز في خمسة مواسم بالكأس وفي ثمانية مواسم بالدوري.
خاض خورخي كوستا مسيرته مع نادي بينفايل في موسم 1990–91 لمدة موسم واحد، مشاركًا في 23 مباراة سجل خلالها 3 أهداف. ثم انتقل إلى نادي ماريتيمو في موسم 1991–92 لمدة موسم واحد، حيث شارك في 31 مباراة سجل خلالها هدفًا واحدًا. لينتقل بعدها إلى نادي بورتو في موسم 1992–93 في المرة الأولى ليلعب معه عشرة مواسم ثم في موسم 2002–03 واستمر معه طيلة ثلاثة مواسم، مشاركًا طوالها في 251 مباراة سجل خلالها 16 هدفًا. ثم انتقل إلى نادي تشارلتون أثلتيك في موسم 2001–02 لمدة موسم واحد، مشاركًا في 24 مباراة ولم يسجل أي هدف. هذا وانتقل لاحقًا إلى نادي ستاندارد لييج في موسم 2005–06 لمدة موسم واحد، مشاركًا في 13 مباراة ولم يسجل أي هدف أيضًا.

## روابط خارجية
- خورخي كوستا على موقع الاتحاد الدولي (مؤرشف)  (الإنجليزية)
- خورخي كوستا على موقع الاتحاد الأوربي (الإنجليزية)
- خورخي كوستا على موقع قاعدة بيانات كرة القدم.إي يو (الإنجليزية)
- خورخي كوستا على موقع بيانات كرة القدم. دي إي (الألمانية)
- خورخي كوستا على موقع ناشيونال فوتبول تيمز (الإنجليزية)
- خورخي كوستا على موقع Soccerbase.com (لاعب) (الإنجليزية)
- خورخي كوستا على موقع عالم كرة القدم.نت (الإنجليزية)
- خورخي كوستا على موقع كووورة
- خورخي كوستا على فرق كرة القدم الوطنية.كوم